# Maladera chalybea
Maladera chalybea är en skalbaggsart som beskrevs av Brenske 1898. Maladera chalybea ingår i släktet Maladera och familjen Melolonthidae. Inga underarter finns listade i Catalogue of Life.